# Weltvogelpark Walsrode
Weltvogelpark Walsrode (Engelska före 2010: Walsrode Bird Park) är en fågelpark som ligger mitt i Lüneburgheden i norra Tyskland inom kommunen Bomlitz nära Walsrode i delstaten Niedersachsen, Tyskland.
Weltvogelpark Walsrode är den största fågelparken i världen när det gäller arter såväl som landareal (Jurong Bird Park i Singapore har det största antalet enskilda fåglar). Parken ligger på en yta av 24 hektarer och håller cirka 4 000 fåglar av över 540 olika arter från alla världsdelar och klimatområden. Weltvogelpark Walsrode firade sitt femtioårsjubileum 2012. 

## Faciliteter
Parken består av ett stort antal voljärer och inhägnader både utomhus och inomhus. Medan de nyare områdena i fågelparken baseras mer på fåglarnas naturliga miljö, består de äldre områdena huvudsakligen av rymliga parkområden och skogar inklusive stora odlingar med rosor och rododendron.
Parken har också flera stora voljärer och tropiska växthus där besökare får chansen röra sig fritt bland friflygande fåglar. Det går även att mata fåglarna med foder från utplacerade foderautomater. 

En av de mest välkända och populära attraktionerna är parkens flygshow där inte bara falkar och örnar visas som på andra föreställningar, utan också papegojor, pelikaner och många fler fågelarter. 

## Galleri

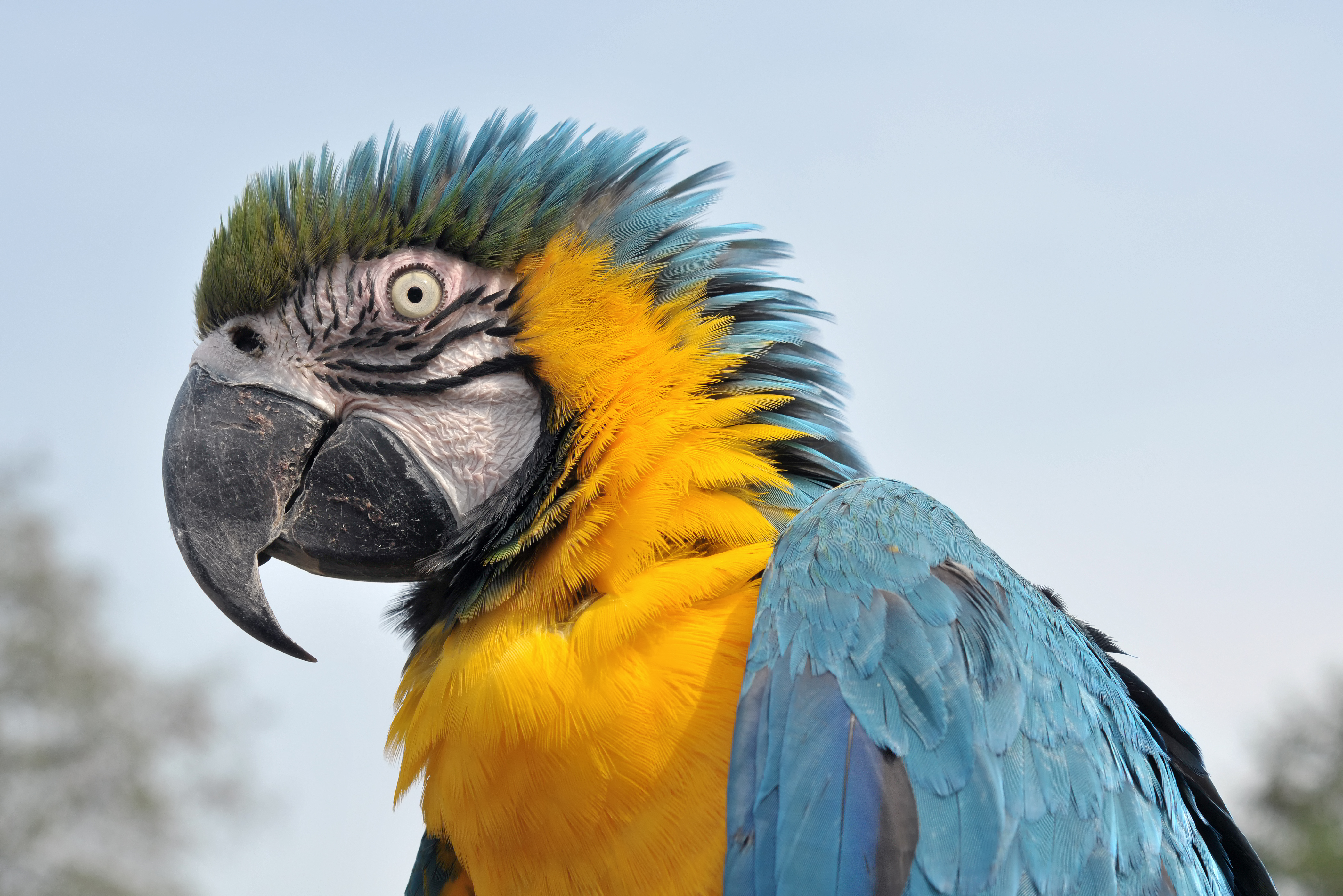
En blågul ara under flygshowen
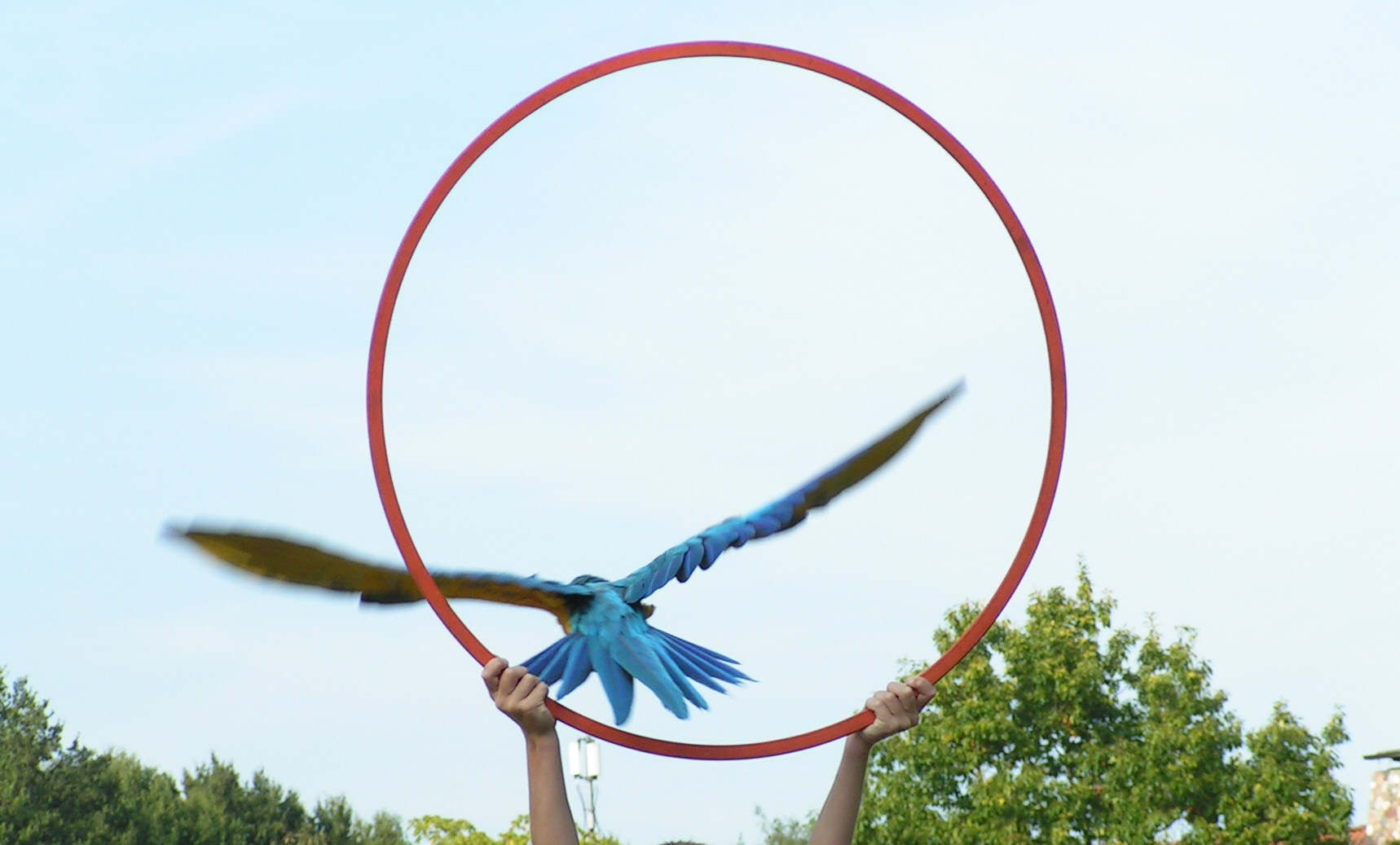
Ara under parkens flygshow
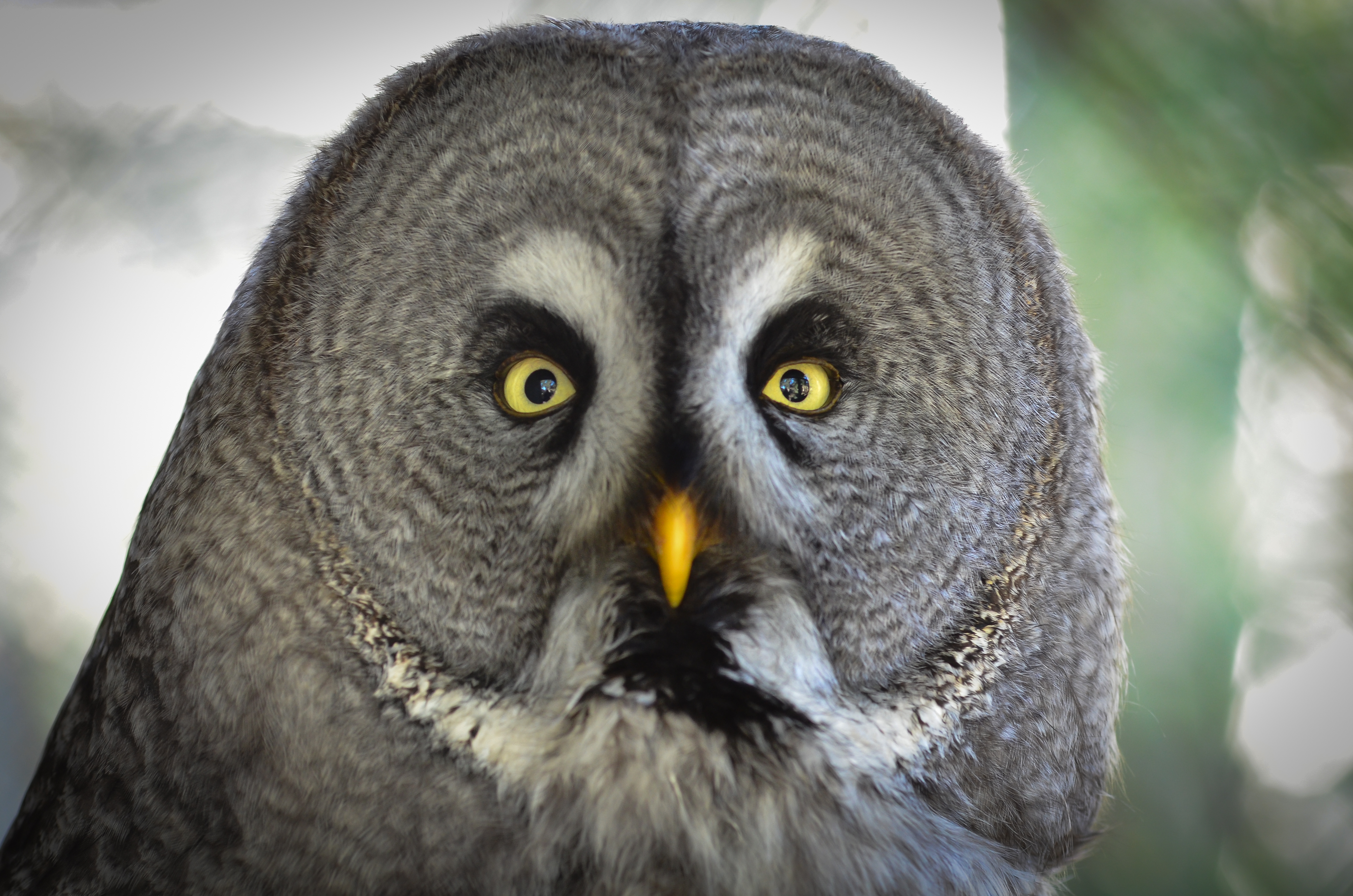
Eurasisk lappuggla (Strix nebulosa lapponica)
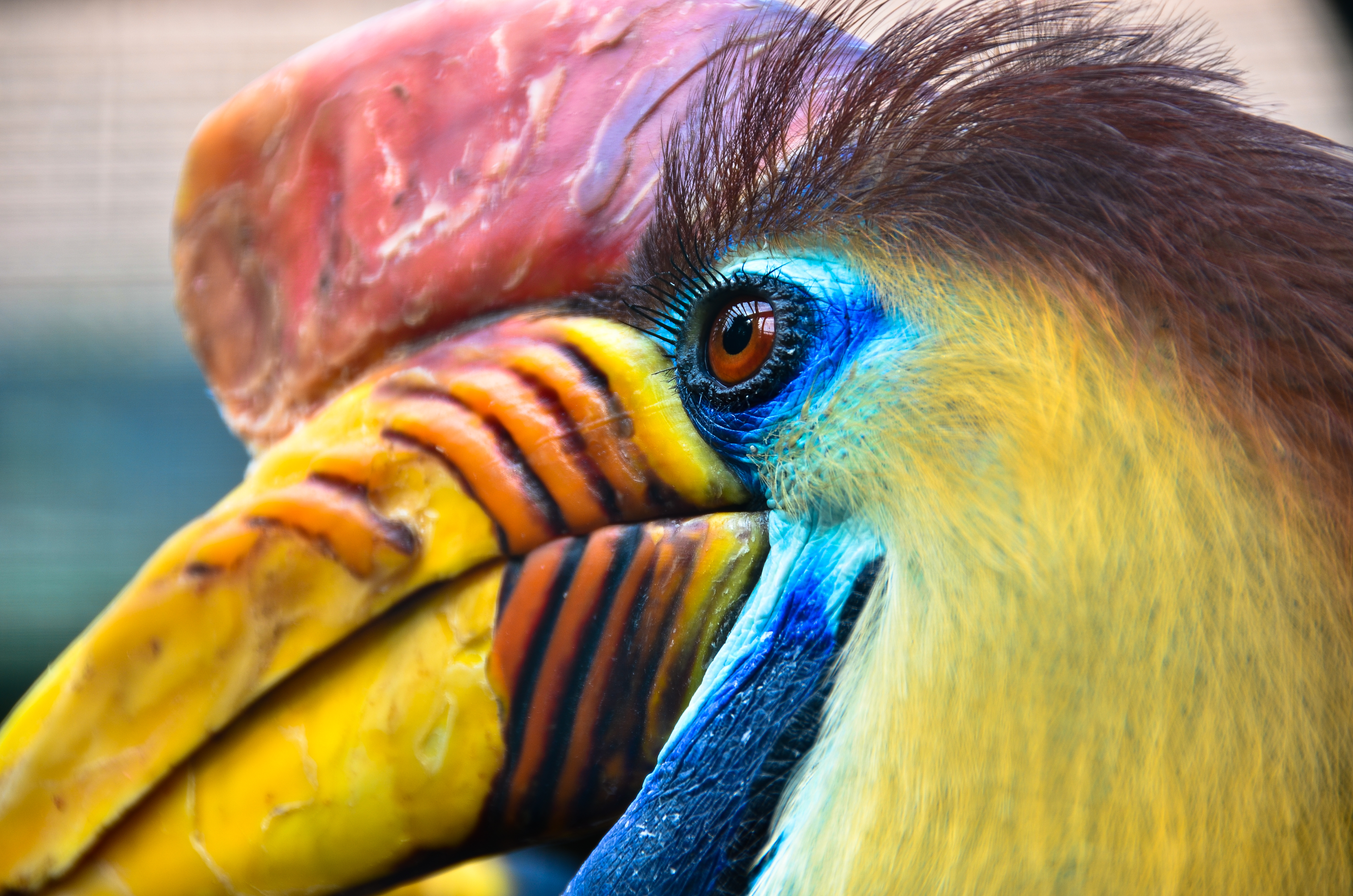
Knölnäshornsfågel (Rhyticeros cassidix)
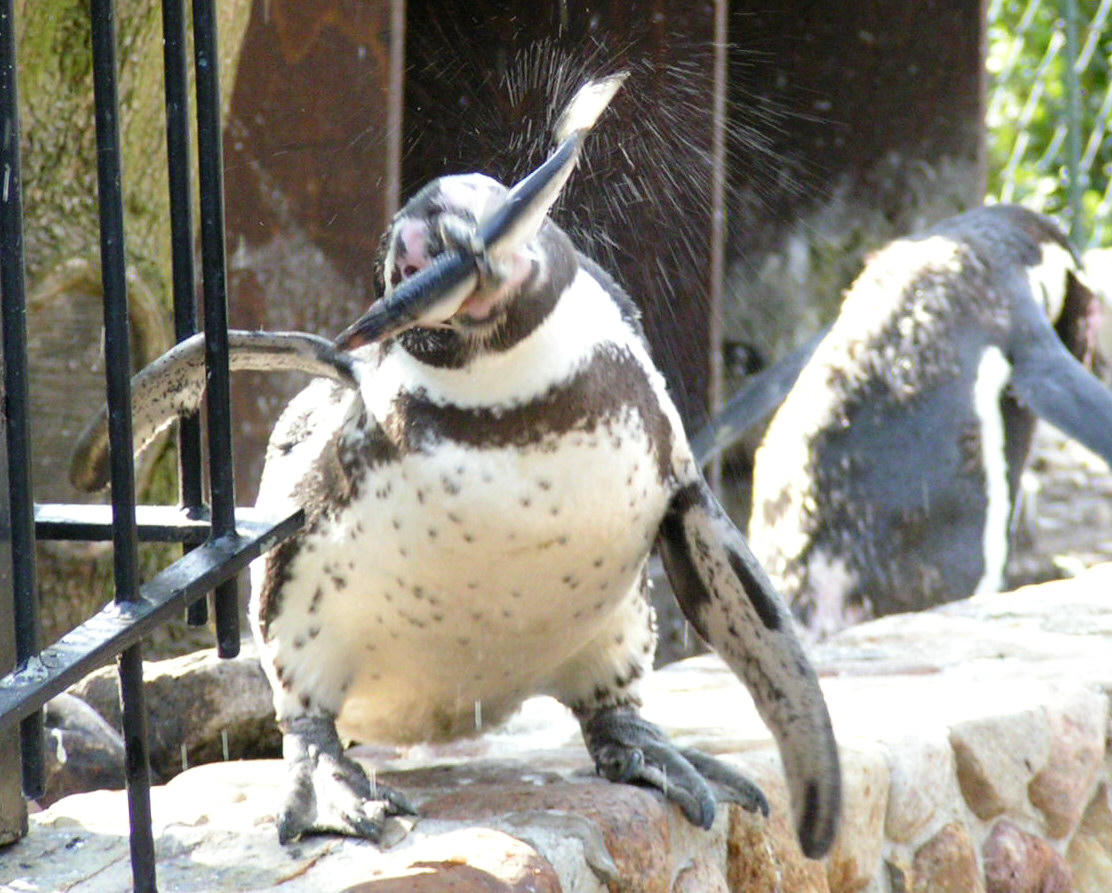
Pingvin som blir matad med fisk
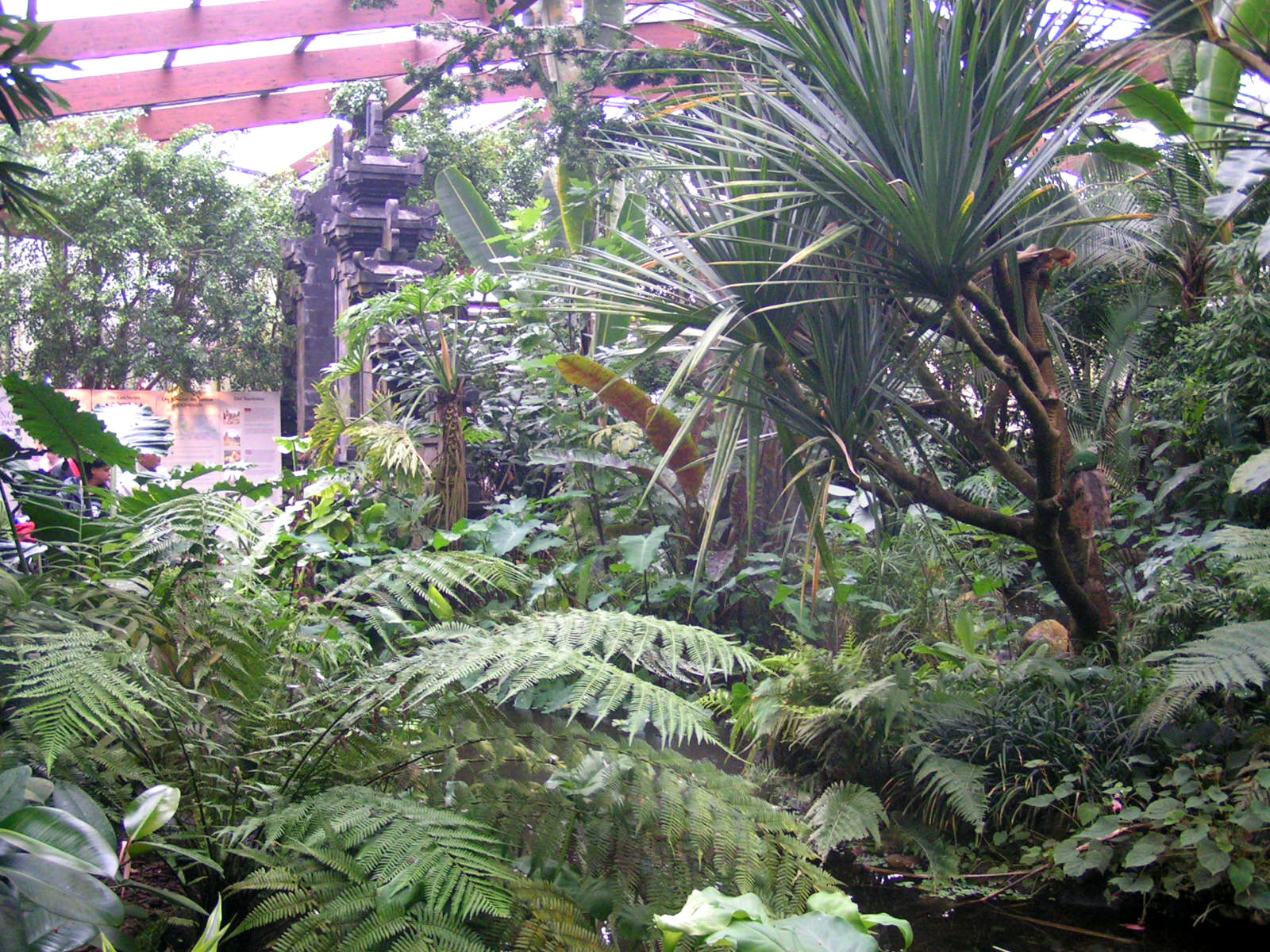
I djungelhallen "Jungle Trail".
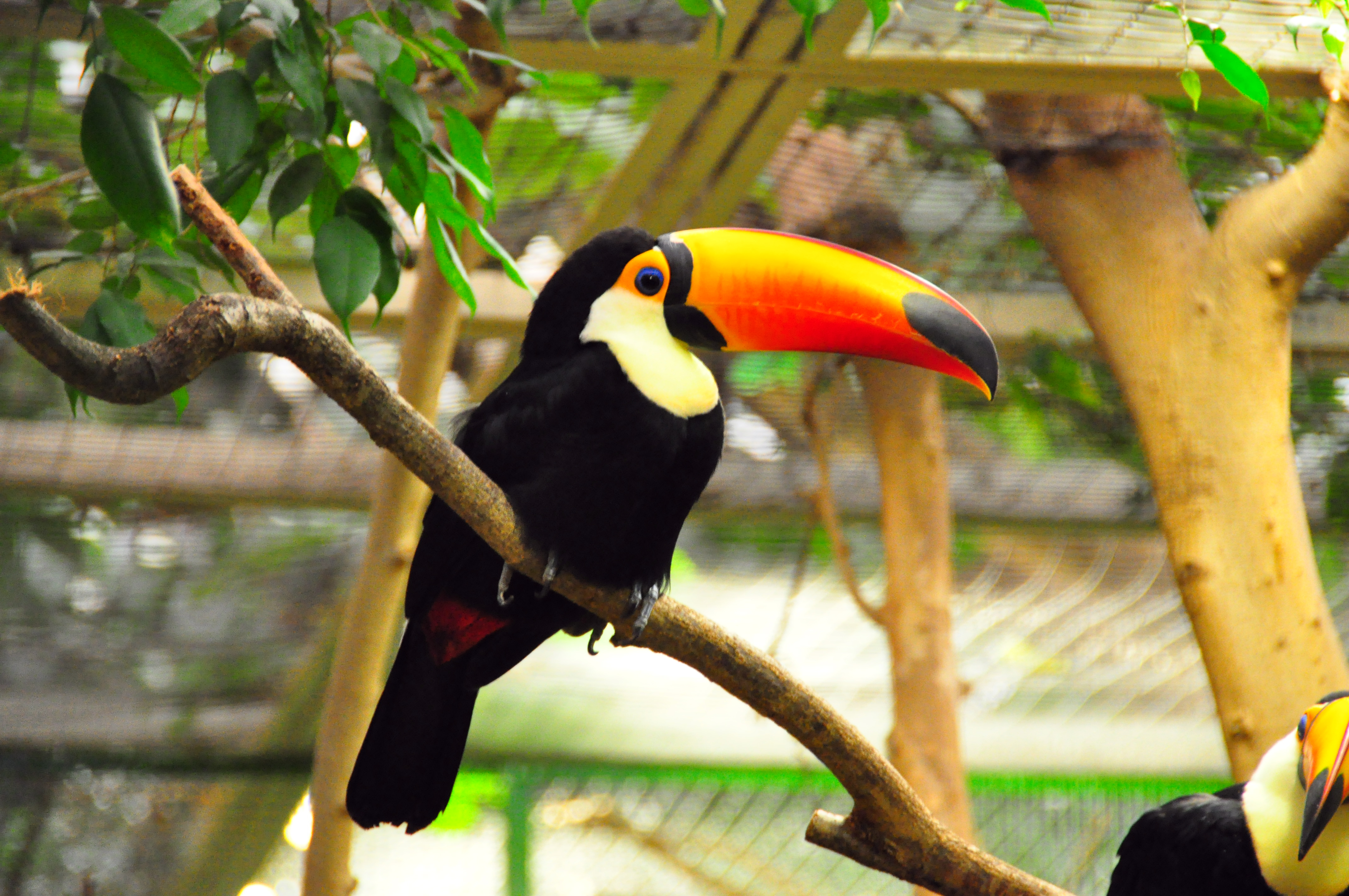
Tocotukan - maskot för Weltvogelpark Walsrode
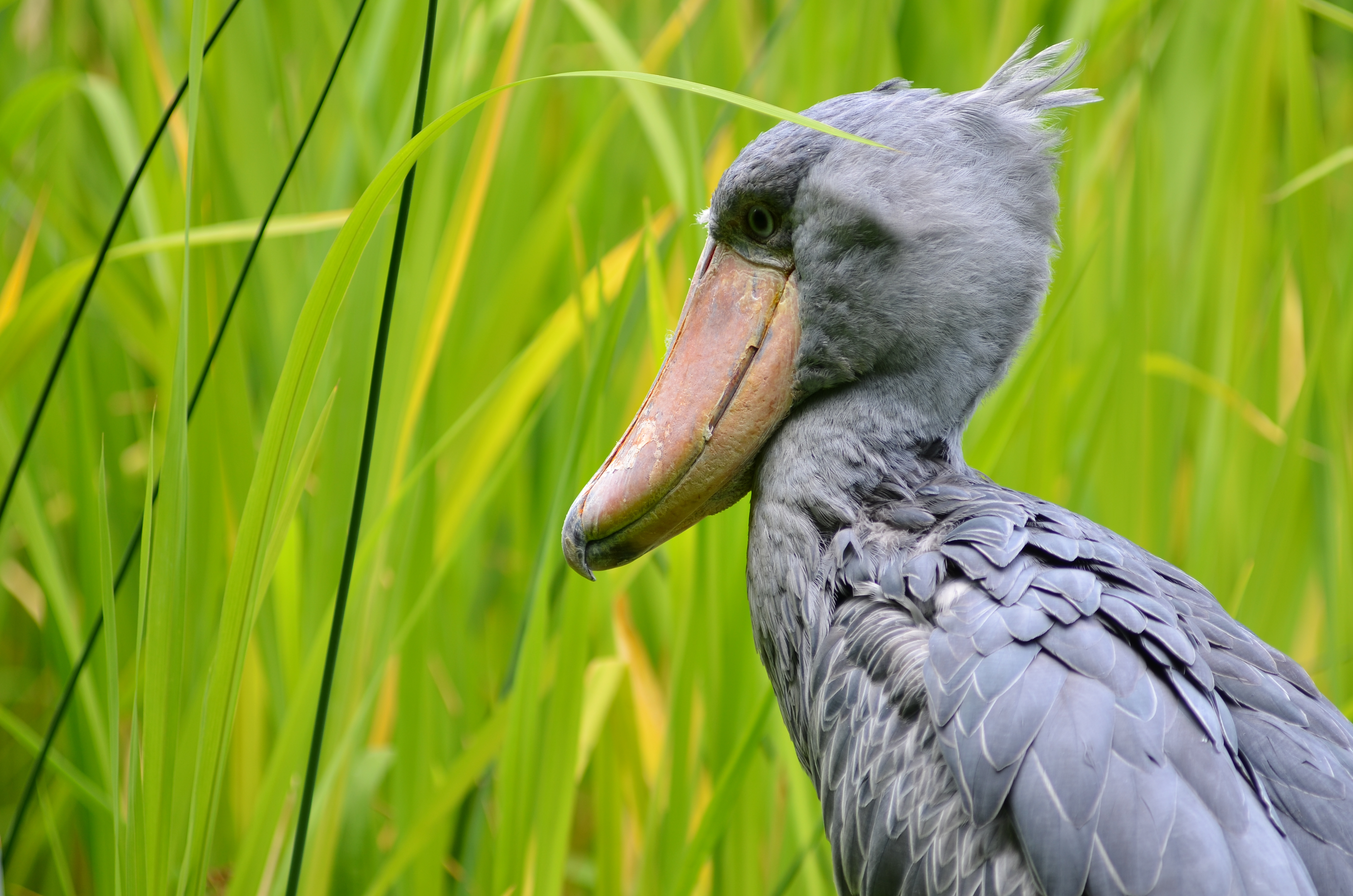
Träskonäbb. En ovanlig art som bara hålls i 3 Europeiska djurparker.
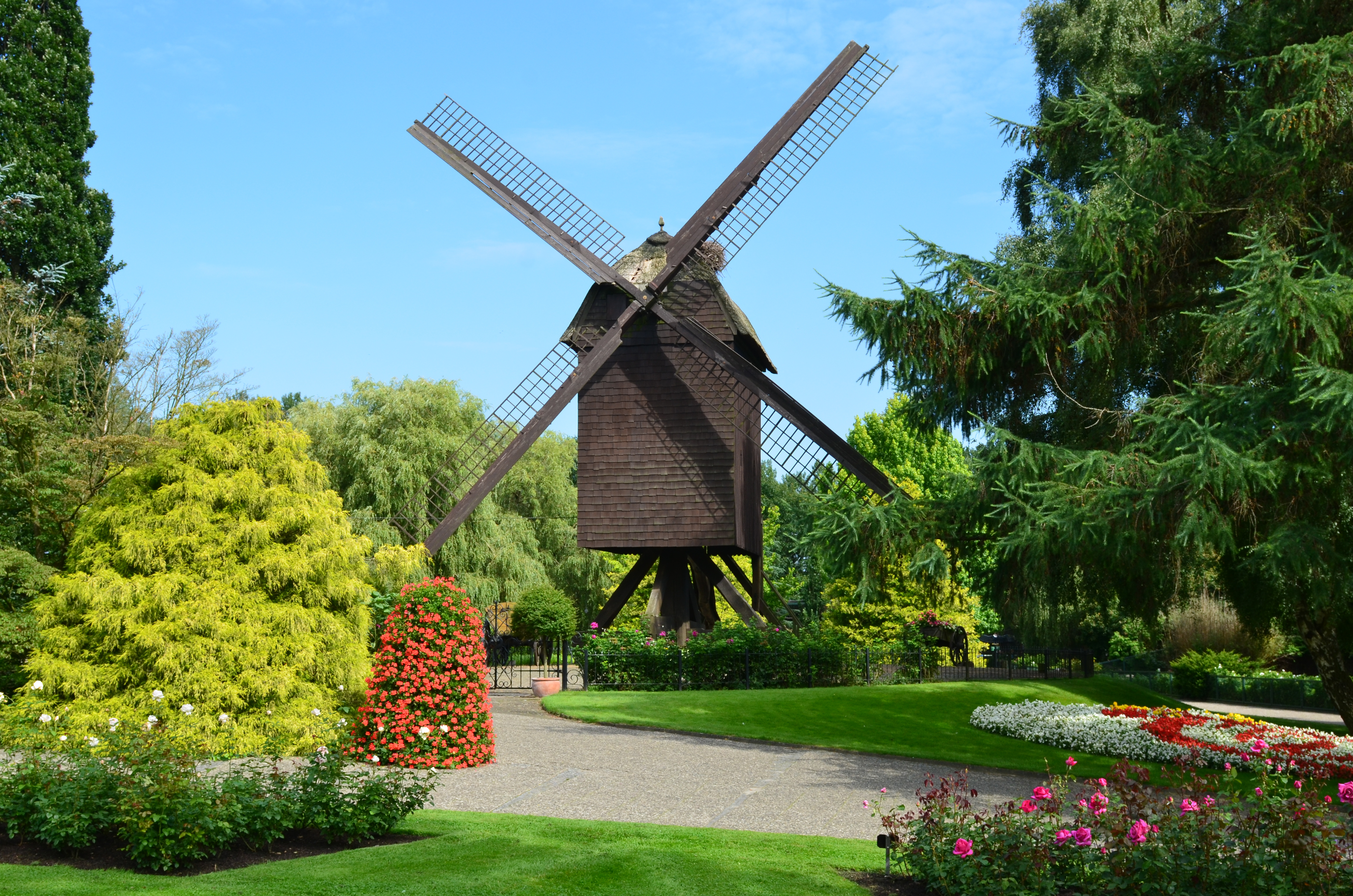
Stubbkvarn i parken